# Prieuré de Quierzy
Le prieuré de Quierzy est un ancien prieuré de moines bénédictins situé sur le territoire de la commune de Quierzy, dans le département de l'Aisne, en France.

## Localisation
Les vestiges du prieuré fortifié sont situés près de l'église de Quierzy, dans le département français de l'Aisne.

## Historique
Le site de Quierzy est connu depuis le haut Moyen Âge par la présence d'une villa puis d'un palais carolingien.
Le prieuré placé sous le vocable de Saint-Martin dépendant de l'ordre de Cluny est connu depuis le XIe siècle.
En 1622, une enquête du procureur du roi de Chauny mentionne que le prieuré fut dévasté lors des troubles de la Ligue, à la fin du XVIe siècle.
Des fouilles archéologiques furent entreprises au XIXe siècle, en 1916-1917 et surtout en 1973-1974-1975.

## Description
Il subsiste du prieuré le logis prioral, le mur d'enceinte avec la base de l'ancienne tourelle d'angle.

## Protection aux monuments historiques
Les vestiges du logis prioral en totalité, les murs en grès de l'enclos prioral incluant la base de l'ancienne tourelle d'angle disparue et les sols archéologiques sont inscrits au titre des monuments historiques par arrêté du 7 mai 2007.